# Talgo Avril

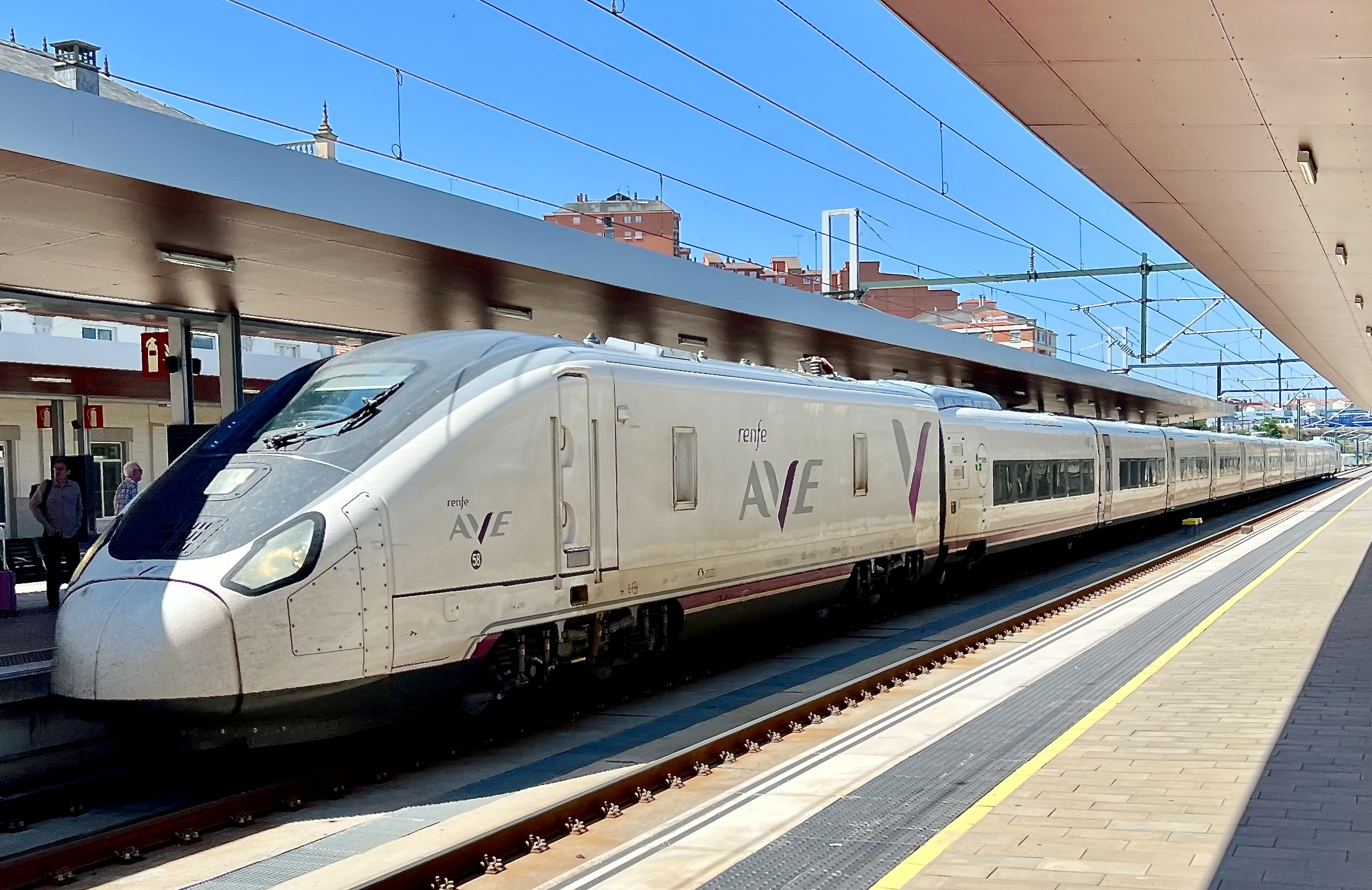
Een Renfe S-106 AVE treinstel uit de Talgo Avril familie in Zamora op 3 juli 2024.

De Talgo Avril is een familie van hogesnelheidstreinen van de Spaanse fabrikant Talgo. Avril is de afkorting van Alta Velocidad Rueda Independiente Ligero (ruw vertaald "lichte hoge snelheid onafhankelijk wiel").

## Kenmerken
De trein is ontworpen voor een topsnelheid van 330 of 380 km/h.
Hij heeft voor- en achteraan motorwagens en daartussen 12 rijtuigen met een ongewoon korte lengte van 13,21 m tot 14,94 m.
Overige kenmerken:
- De trein is 3,2 meter breed waardoor een 3+2-zitopstelling mogelijk is, met een maximumcapaciteit van 600 reizigers per treinstel.
- Er zijn versies gepland voor een vaste spoorbreedte (1.435 mm, 1.520 mm of 1.668 mm) of met variabele asbreedte.
- Het tractiesysteem is compatibel met de vier belangrijkste Europese spanningen: 25 kV/50 Hz; 15 kV/16,7 Hz; 3 kV gelijkstroom; 1,5 kV gelijkstroom.

## Geschiedenis
Talgo presenteerde het Avril-concept in september 2010 op InnoTrans in Berlijn.
Na enkele jaren ontwikkeling en testen werd in november 2016 de eerste bestelling voor Avril-treinen geplaatst, toen de Spaanse spoormaatschappij Renfe Operadora een contract van € 786,5 miljoen tekende voor 15 treinstellen en 30 jaar onderhoud. In mei 2017 bestelde Renfe Operadora nog eens vijftien treinstellen, met geplande ingebruikname van de Avril in 2020, later uitgesteld naar maart 2024. Het uiterlijk van de motorrijtuigen verschilt van het concept zoals oorspronkelijk gepresenteerd.
In 2023 tekende de Franse start-up Le Train een contract van € 300 miljoen voor de aankoop van 10 treinstellen en 30 jaar onderhoud.
Een Talgo Avril-trein bereikte een snelheid van 360 km/u op de hogesnelheidslijn Ourense-Santiago de Compostela (Iberische spoorbreedte) als onderdeel van homologatietests.

## Renfe types 106 en 107
De in totaal dertig treinstellen die door Renfe besteld zijn in november 2016 en mei 2017 zijn hebben de type aanduiding 106. Ze zijn verdeeld in een aantal onderseries:
- 10 stuks met vaste asbreedte voor 1435 mm spoor en AVE diensten. Deze zijn mede bedoeld voor de diensten naar Frankrijk.
- 5 stuks met vaste asbreedte voor 1435 mm spoor en AVLO diensten.
- 10 stuks met variabele asbreedte voor 1435 mm en 1668 mm en AVE diensten binnen Spanje.
- 5 stuks met variabele asbreedte voor 1435 mm en 1668 mm en AVLO.

Renfe heeft een vervolgserie van 13 treinstellen besteld die de type aanduiding 107 krijgen. Van deze treinstellen worden de 26 benodigde motorrijtuigen nieuw gebouwd en zijn in mei 2021 bij Talgo besteld. De rijtuigen zijn omgebouwde voormalige Talgo VII rijtuigen die afkomstig zijn uit Trenhotel nachttreinen.

## Galerij

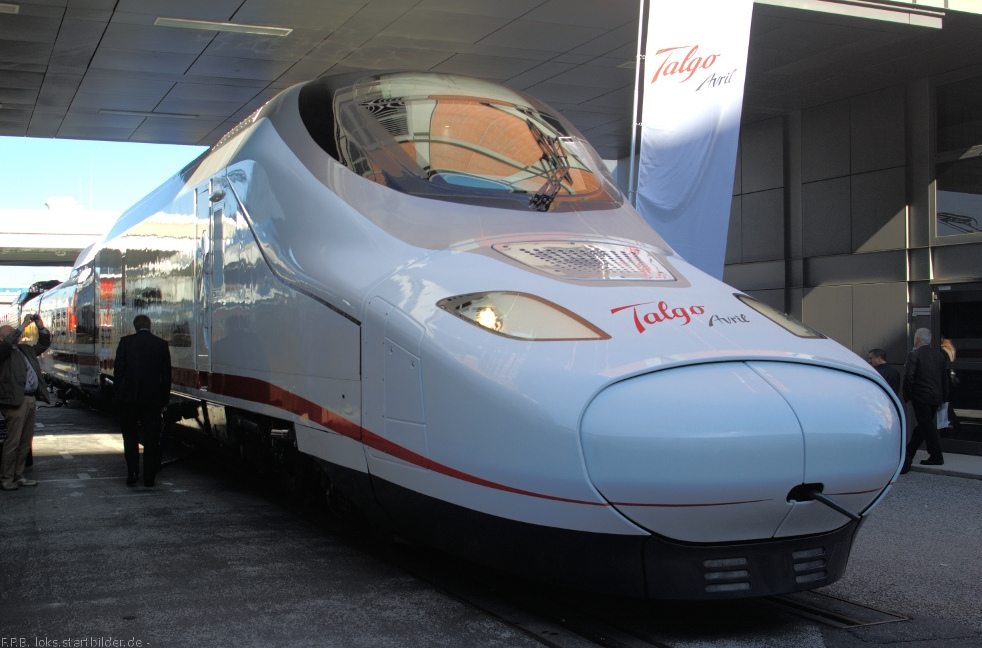
Talgo Avril-concept op InnoTrans 2012
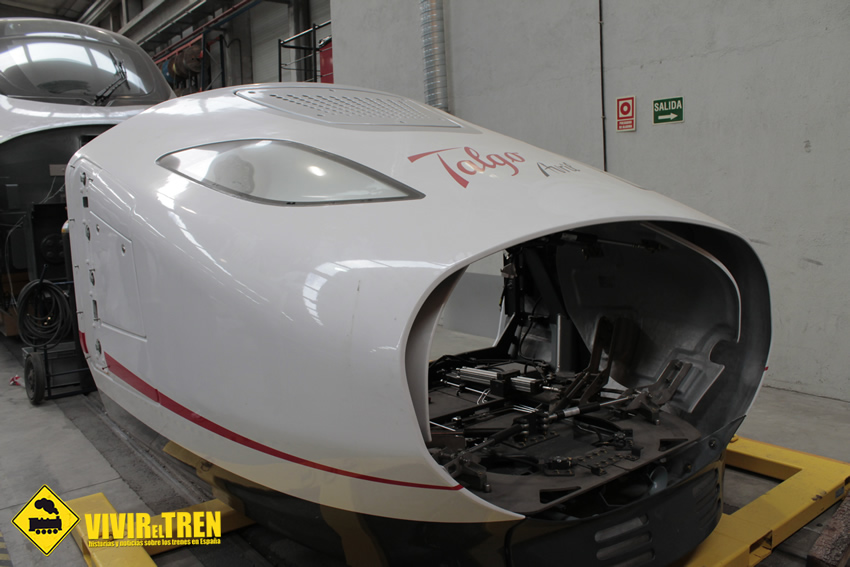
Koppeling van het Avril-concept
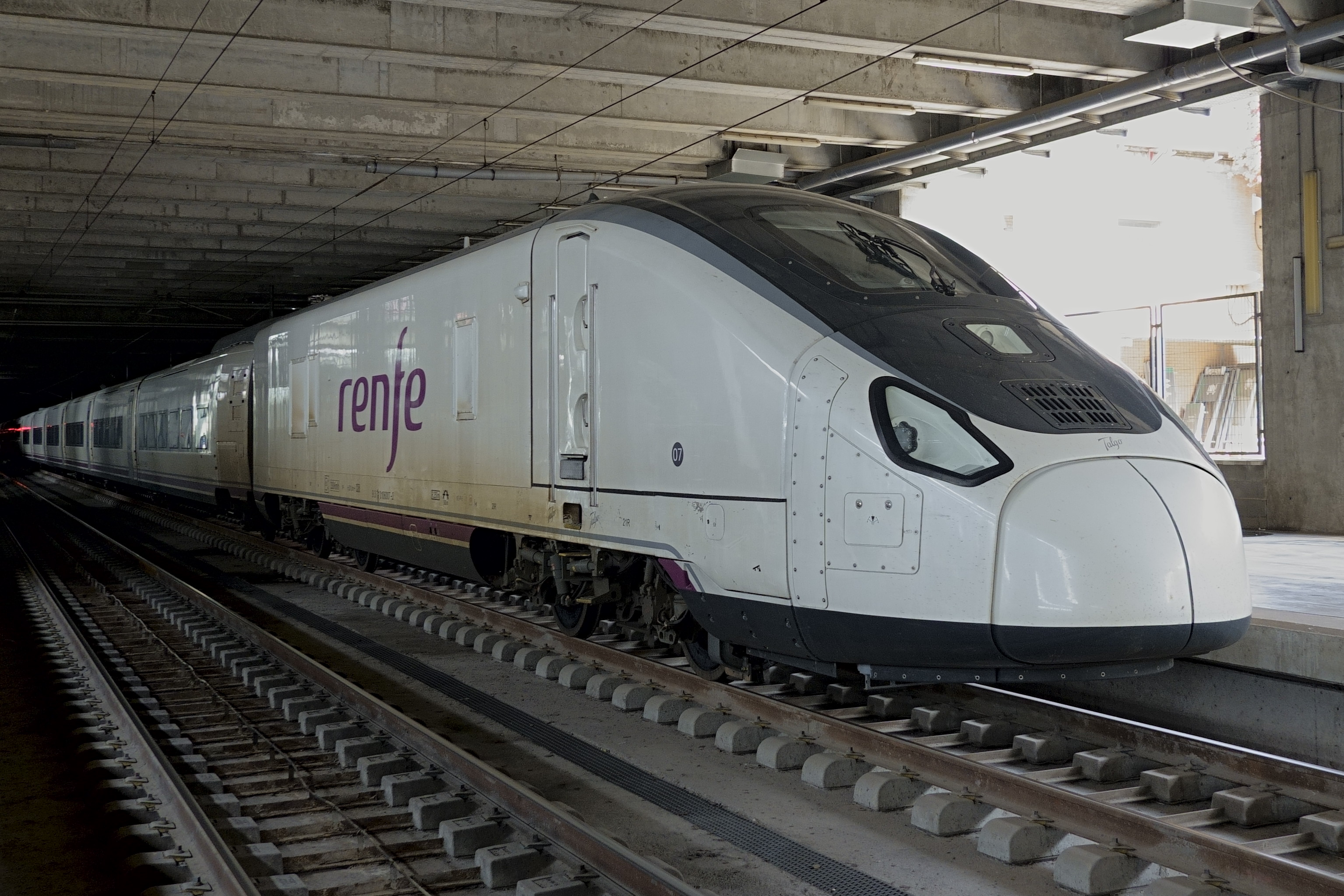
Renfe trein type 106 in Cordoba, 27 maart 2022
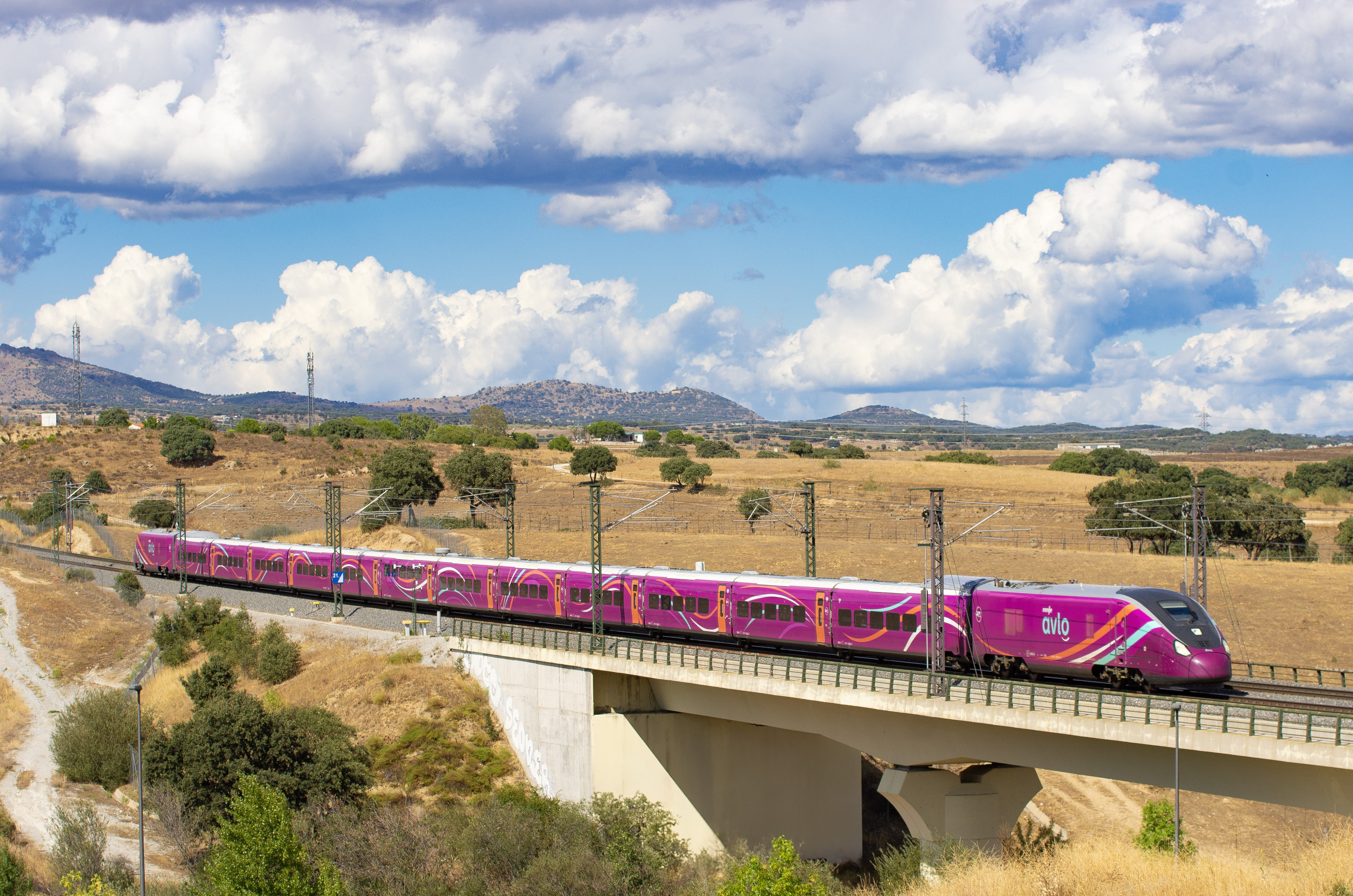
Renfe trein type 106 voor AVLO diensten, 4 september 2024.